# رابرت کریمر
رابرت کریمر (انگلیسی: Robert Kramer; ۲۲ ژوئن ۱۹۳۹ – ۱۰ نوامبر ۱۹۹۹) فیلم‌نامه‌نویس، کارگردان و بازیگر اهل ایالات متحده آمریکا بود. او بین سال‌های ۱۹۶۵ و ۱۹۹۹ میلادی، ۱۹ فیلم را کارگردانی کرد. یکی از فیلم‌های کریمر با نام ا توت الور در جشنوارهٔ فیلم کن ۱۹۸۲ حضور داشت. از فیلم‌های دیگرش در مقام بازیگر می‌توان ملال را نام برد.